# Бразилско икономическо чудо
Бразилското икономическо чудо е името, дадено на период от време в историята на Бразилия, характеризиращ се с икономически растеж. Това става по време на военния режим в Бразилия, известен от опозицията още като „година на оловото“ и особено между 1969 и 1973 г. по време на правителството на Емилио Медиси.
В тази златна ера на бразилското развитие се повишава концентрацията както на богатството, така и на бедността, създава се патротичното чувство за „силата на Бразилия“ което е видно от спечелването на Третото Световно първенство по футбол през 1970 г. в Мексико и създаването на мотото: „Бразилия, обичай я или я напусни.“
Трите победи в Световната купа спомагат за поддържане на атмосферата на широко разпространена еуфория, невиждана никога преди това, и това, което Елио Гаспари нарича patriotadas.